# Radio OKJ
Radio OKJ (rokj) ist ein Bürgerradio mit Sitz in Jena. Das Hörfunkprojekt sendet auf der UKW-Frequenz 103,40 MHz und wird von der Thüringer Landesmedienanstalt unterstützt.

## Sendebetrieb
Die bei Radio OKJ ausgestrahlten Sendungen werden größtenteils – ob live oder vorproduziert – in den Studios des zentralen „Funkhauses“ im Medienzentrum Schillerhof in Jena und in den Studios des Campusradios Jena produziert. Mithilfe der mobilen Sendetechnik werden außerdem Liveübertragungen aus dem ganzen Stadtgebiet realisiert. Darüber hinaus bestehen ein wöchentliches regionales Austauschprogramm mit anderen Thüringer Bürgerradios sowie monatliche Übernahmen von bundesweiten Partnersendern. Radio OKJ bietet täglich 17 Stunden Programm. Zwischen 24 Uhr und 7 Uhr wird der BBC Worldservice übertragen.
Die Sendungen von Radio OKJ werden zwar flächendeckend terrestrisch über Ostthüringen ausgestrahlt, sind jedoch wegen topographischer Gegebenheiten nicht überall empfangbar. In der Regel reicht das Sendegebiet in West-Ost-Richtung von Apolda bis Eisenberg bzw. Altenburg und in Nord-Süd-Richtung von der Landesgrenze Sachsen-Anhalt bis nach Orlamünde bzw. Triptis.
Radio OKJ hat im Rahmen des Thüringer Bürgermediengesetzes drei zentrale Aufgaben: 1. den freien, gleichen und diskriminierungsfreien Zugang zu Sendezeit für alle Bürger nach §5 GG (Recht auf freie Meinungsäußerung), 2. die Durchführung von Projekten der Medienbildung, 3. die Bereitstellung lokaler Informationen. Letzteres wird durch eine Redaktion sichergestellt, finanziert über den Rundfunkbeitrag. Die Medienbildung wird hauptsächlich über das medienpädagogische Projekt RABATZ, finanziert von der Stadt Jena, sichergestellt und durch Projekte ergänzt. Das Bürgerradio kooperiert mit anderen Thüringer Bürgermedien und ist im Bundesverband Bürgermedien e. V. organisiert.
Das Programm von Radio OKJ ist per Streaming im Internet empfangbar.

## Geschichte
1998 wurde in Jena der Trägerverein Offener Hörfunkkanal Jena e. V. gegründet. 1998 erhielt der Trägerverein die Sendelizenz für Thüringens ersten vereinsgetragenen Lokalradiosender. Torsten Kulick (Klangkünstler) baute den OKJ technisch auf. Am 13. März 1999 nahm der Offene Hörfunkkanal Jena den Sendebetrieb auf. In der Folge entwickelte sich durch das Engagement ehrenamtlicher Radiomacher schnell ein volles Programm, das von 8 auf 80 Stunden pro Woche wuchs. Neben dem Betrieb als Offener Kanal entwickelte sich im Sender auch das Medienpädagogische Projekt RABATZ.
Im September 2014 wurde im Thüringer Landesmediengesetz die Aufgabe der Offenen Kanäle und die Umwandlung zu Bürgerradios beschlossen. Seitdem arbeitet im Sender eine eigene Redaktion, welche lokale und regionale Informationen publiziert. Der redaktionelle Anteil am Programm beträgt seitdem 6 Stunden am Tag.
Die Leitung des Bürgerradios lag von 2000 bis 2016 bei Torsten Cott, 2017 bis 2020 bei Dr. Tobias Marx und liegt seitdem bei Matthias Dornieden.